# بيز تافرو
بيز تافرو (بالإنجليزية: Piz Tavrü)‏ هو أحد جبال سلسلة جبال الألب سيسفيينا ويقع في كانتون غراوبوندن في سويسرا. يحتل المرتبة رقم 150 في قائمة جبال سويسرا من حيث الارتفاع، إذ يبلغ ارتفاعه حوالي 3168 متر، بينما يبلغ ارتفاع نتوء الجبل 851 متر، هذا وقد سجل أول وصول لقمة الجبل عام 1893.